# Hindu Undivided Family

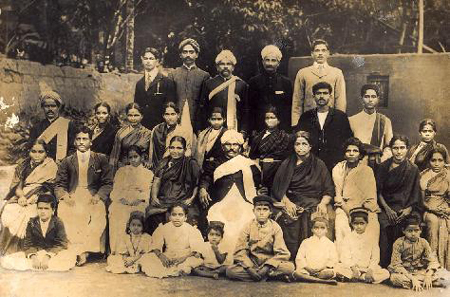
Großfamilie aus Südindien um 1900

Die Hindu Undivided Family (kurz HUF, auch Hindu Joint Family genannt, engl. für: Verbundene Hindu-Familie) ist eine in Indien bekannte Unternehmensform für Familienbetriebe.
Die HUF ist eine besondere Unternehmensform im, vor allem, hinduistisch geprägten Indien für traditionelle Familienunternehmen. Die Leitung hat das Familienoberhaupt (Karta). Es gibt für die HUF keine eigenen gesetzliche Regelungen im Gesellschaftsrecht bzw. Unternehmensrecht, diese ist jedoch gewohnheitsrechtlich anerkannt. In einigen wenigen indischen Gesetzen ist die HUF erwähnt.
Der Oberste Gerichtshof von Bombay bezeichnet die HUF als einen Zusammenschluss von Personen, die von einem gemeinsamen Vorfahren in direkter Linie abstammen, sowie der Ehefrau und die unverheirateten Töchter.
Das gesamte Vermögen wird in einem gemeinsamen Pool gesammelt und gehalten. Die HUF gilt als der „Normalzustand“ der Familie in der Hindu-Gesellschaft, wobei die gesetzliche Vermutung besteht, dass die Mitglieder einer Hindu-Familie in diesem Zustand der Einheit leben, es sei denn, dass das Gegenteil bewiesen wird.